# Шелбівілл (Індіана)
Шелбівілл (англ. Shelbyville) — місто (англ. city) в США, в окрузі Шелбі штату Індіана. Населення — 20 067 осіб (2020).

## Географія
Шелбівілл розташований за координатами 39°32′2″ пн. ш. 85°46′25″ зх. д. / 39.53389° пн. ш. 85.77361° зх. д. (39.533819, -85.773697).  За даними Бюро перепису населення США в 2010 році місто мало площу 30,69 км², з яких 29,95 км² — суходіл та 0,74 км² — водойми.

## Демографія
Згідно з переписом 2010 року, у місті мешкала 19 191 особа в 7682 домогосподарствах у складі 4848 родин. Густота населення становила 625 осіб/км².  Було 8658 помешкань (282/км²).
Расовий склад населення:
| - 91,9 % — білих - 1,9 % — чорних або афроамериканців - 1,0 % — азіатів - 0,2 % — корінних американців - 3,2 % — осіб інших рас |

До двох чи більше рас належало 1,7 %. Частка іспаномовних становила 7,1 % від усіх жителів.
За віковим діапазоном населення розподілялося таким чином: 25,5 % — особи молодші 18 років, 61,5 % — особи у віці 18—64 років, 13,0 % — особи у віці 65 років та старші. Медіана віку мешканця становила 35,9 року. На 100 осіб жіночої статі у місті припадало 95,2 чоловіків;  на 100 жінок у віці від 18 років та старших — 91,8 чоловіків також старших 18 років.
Середній дохід на одне домашнє господарство  становив 53 364 долари США (медіана — 43 395), а середній дохід на одну сім'ю — 60 381 долар (медіана — 48 253). Медіана доходів становила 42 310 доларів для чоловіків та 30 562 долари для жінок. За межею бідності перебувало 16,9 % осіб, у тому числі 22,2 % дітей у віці до 18 років та 11,5 % осіб у віці 65 років та старших.
Цивільне працевлаштоване населення становило 8943 особи. Основні галузі зайнятості: виробництво — 32,0 %, освіта, охорона здоров'я та соціальна допомога — 17,6 %, мистецтво, розваги та відпочинок — 11,6 %, роздрібна торгівля — 8,6 %.